# Nova Cidade (Manaus)
Nova Cidade é um bairro do município brasileiro de Manaus, capital do estado do Amazonas. Localiza-se na Zona Norte da cidade. De acordo com estimativas do Instituto Brasileiro de Geografia e Estatística (IBGE), sua população era de 70 428 habitantes em 2017.

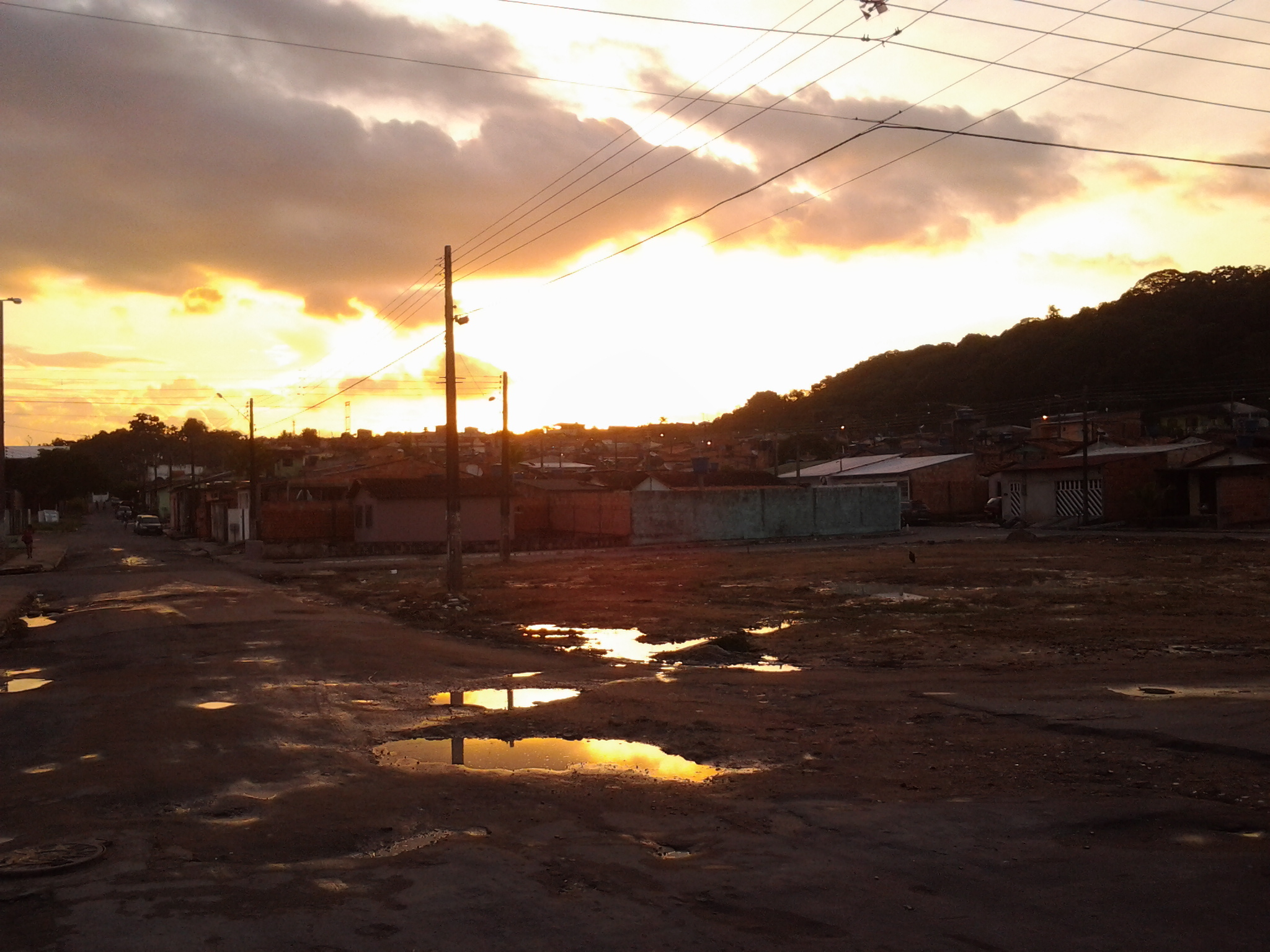
Nova Cidade

## História
Surgiu em 1996, por um projeto do governador do Amazonas, para abrigar migrantes vindos do Nordeste, Sul e Sudeste do Brasil. Foi um bairro bem planejado e por isso dificilmente possui déficit habitacional[carece de fontes?].
O bairro Nova Cidade enfrenta alguns poucos problemas na área de infraestrutura, em relação as ruas do bairro. Em compensação, o Nova Cidade é servido por um ótima rede de ônibus coletivo e água encanada, pois trata-se de um bairro planejado pela gestão estadual de 1996[carece de fontes?].

#### Conjuntos Integrantes
- Comunidade Monte Cristo
- Conjunto Habitacional Cidadão V
- Conjunto Habitacional Cidadão VI
- Conjunto Habitacional Cidadão VII
- Conjunto Galileia II
- Conjunto Habitacional Parque dos Buritis
- Conjunto Habitacional João Paulo II
- Conjunto Habitacional Carlos Braga
- Conjunto Residencial Vila da barra

Dados do bairro
- População: 70 428 habitantes.
- Superfície: 1.044,48 hectares.

## Transportes
Nova Cidade é servido pela empresa de ônibus Grupo Eucatur Urbano, com as linhas 042, 054,058, 443 e 446.